# Elli et Jacno
Az Elli et Jacno egy, az 1980-as években aktív francia könnyűzenei együttes (duó) volt, amely elektro-pop stílusban zenélt, de a zenei előzményei között nem hagyható említés nélkül a yé-yé stílus sem, bizonyos értelemben annak késői reprezentánsának is tekinthető. Az együttes a működési idején rendkívül népszerű volt Franciaországban, és kisebb mértékben az Egyesült Királyságban is, egy alkalommal szerepeltek a Melody Maker könnyűzenei folyóirat címlapján is.

## Története

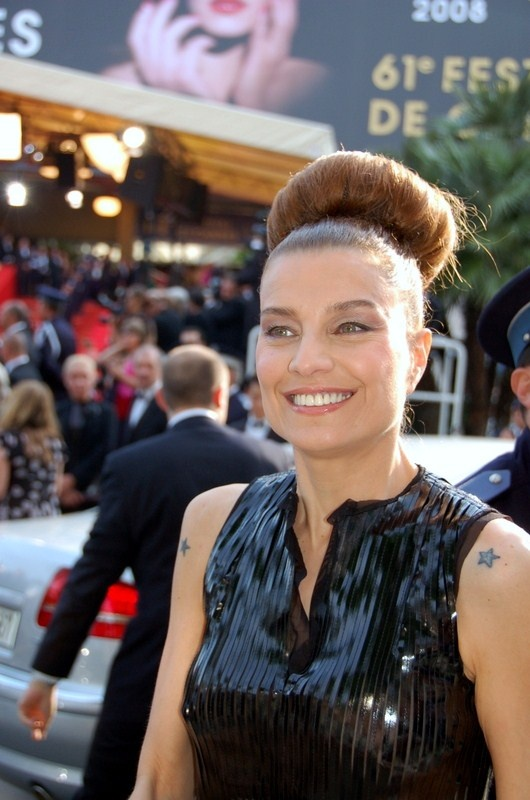
Elli Medeiros 2008-ban

Az együttest Denis Quillard (alias Jacno; 1957. július 3.–2009. november 6.) és Elli Medeiros (1956. január 18.– ) alapította, akik korábban a Stinky Toys nevű punkbandában zenéltek, de úgy döntöttek, hogy duóban szeretnék folytatni pályájukat. Jacno zenészként és zeneszerzőként vett részt a közös munkában, Elli pedig énekelt és a dalszövegeket írta. Három albumot jelentettek meg ebben a felállásban, mielőtt szétváltak és szólókarrierbe kezdtek volna. A legjobb műveikből összeállított, Symphonies de Poche című válogatáslemez tíz évvel később jelent meg, a Virgin kiadásában.

## Diszkográfia
- Tout va sauter (1980, Vogue)
- Inédits 77-81 (1981, válogatás, Vogue)
- Boomerang (1982, Celluloid)
- Les Nuits de la Pleine Lune (1984, CBS)
- Symphonies de Poche (1994, válogatás, Virgin)

## Fordítás
Ez a szócikk részben vagy egészben  az   Elli et Jacno című angol Wikipédia-szócikk fordításán alapul.  Az eredeti cikk szerkesztőit annak laptörténete sorolja fel. Ez a jelzés csupán a megfogalmazás eredetét és a szerzői jogokat jelzi, nem szolgál a cikkben szereplő információk forrásmegjelöléseként.